# مملكة الصقليتين
مملكة الصقليتين (Regno delle Due Sicilie) الاسم الجديد الذي اختاره فرديناندو الأول ملك الصقليتين من آل بوربون لما يملك من أراضي (جنوب إيطاليا وجزيرة صقلية) بعد نهاية الحقبة النابليونية واستعادته الكاملة لسلطته عام 1816. وهي مملكة تمثل أكبر أجزاء الدولة الإيطالية قبل توحيدها. وكانت نابولي عاصمة لها.
قبل الثورة الفرنسية عام 1789، وما تلاها من حملات نابوليون كان آل بوربون يحكمون هذه الأراضي نفسها ولكنها كانت مقسمة شكليا إلى مملكة نابولي ومملكة صقلية.
كانت الكاثوليكية الرومانية دين الدولة. كانت المملكة مليئة بالفساد والفقر: ولهذا السبب أساساً رحب معظم السكان بـتوحيد جنوب إيطاليا وبقية إيطاليا في عام 1861.
في عام 1861 استولى جوزيبي غاريبالدي ورجاله الذين عُرفوا باسم «القمصان الحمراء» على صقلية، وقد رحب السكان المحليون بهذا. ثم عبر غاريبالدي مضيق ميسينا واستولى على نابولي. ثم انضم جنوب إيطاليا وصقلية إلى مملكة إيطاليا.

## التقسيم الإداري
تم تقسيم شبه الجزيرة إلى خمسة عشر مقاطعة وجزيرة صقلية تم تقسيمها إلى سبع مقاطعات. الجزيرة نفسها كان لها وضع إداري خاص.

## العائلة المالكة
بعد أن غزا غاريبالدي الصقليتين أصبحت المقاطعات مقاطعات إيطاليا.
لبعض الوقت حصل وريث العرش على لقب «أمير نابولي بالوراثة». ولكن تم تغيير هذا لاحقًا إلى دوق كالابريا بعد توحيد المملكتين. عاشت العائلة المالكة بشكل عام في قصر كاسيرتا. تم منح العديد من الذكور في الأسرة ألقاب مثل «دوق كاسترو» و«كونت كاسيرتا» و«أمير ساليرنو» وفُقد معظمها بسبب عدم وجود ورثة ذكور.

## قائمة الملوك

### أسرة مورات
| الصورة | شعار | الأسم                                                   | فترة الحكم   | فترة الحكم   | علاقته بسلفه        | اللقب                                |
| ------ | ---- | ------------------------------------------------------- | ------------ | ------------ | ------------------- | ------------------------------------ |
|        |      | يواكيم مورات، ملك الأنيق (Gioacchino I, il Rè Damerino) | 1 أغسطس 1808 | 22 مايو 1815 | • صهر جيوزيبي الأول | ملك الصقليتين (Rè delle Due Sicilie) |

### أسرة بوربون-الصقليتين
| الصورة | شعار | الأسم                                                                | فترة الحكم    | فترة الحكم    | علاقته بسلفه                    | اللقب                                |
| ------ | ---- | -------------------------------------------------------------------- | ------------- | ------------- | ------------------------------- | ------------------------------------ |
|        |      | فرديناندو الأول، ملك أنف كبير (Ferdinando I, il Rè Nasone)           | 22 مايو 1815  | 4 يناير 1825  | • أبن كارلوس الثالث ملك إسبانيا | ملك الصقليتين (Rè delle Due Sicilie) |
|        |      | فرانشيسكو الأول (Francesco I)                                        | 4 يناير 1825  | 8 نوفمبر 1830 | • أبن فرديناندو الأول           | ملك الصقليتين (Rè delle Due Sicilie) |
|        |      | فرديناندو الثاني، the Bomb King (Ferdinando II, il Rè Bomba)         | 8 نوفمبر 1830 | 22 مايو 1859  | • أبن فرانشيسكو الأول           | ملك الصقليتين (Rè delle Due Sicilie) |
|        |      | فرانشيسكو الثاني، فرانشيسكو الصغير (Francesco II, il Franceschiello) | 22 مايو 1859  | 20 مارس 1861  | • أبن فرديناندو الثاني          | ملك الصقليتين (Rè delle Due Sicilie) |